# القراد

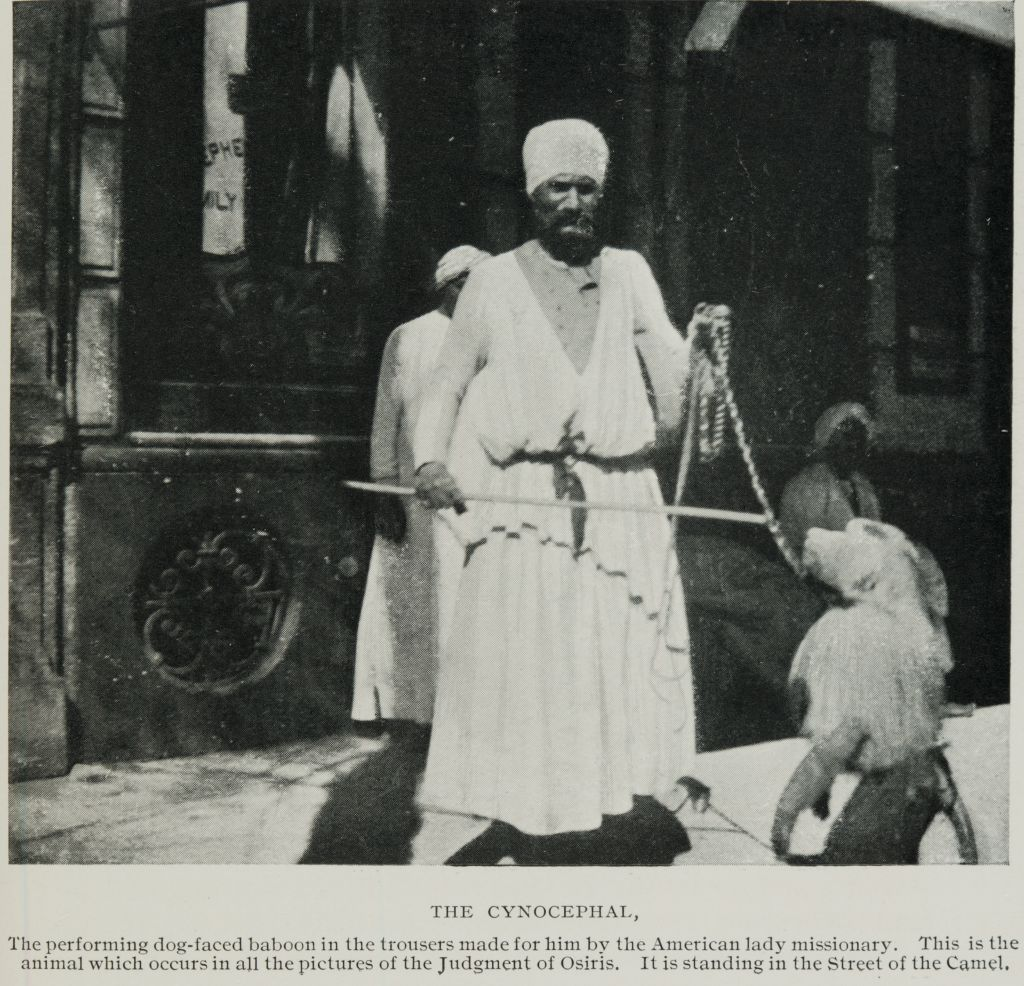
القَرَّاد (سائس القُرود)

 القَرَّاد هو سائس القُرُود واللاعب بها، حيث كانت تعتبر لُعبة ملاعبة القردة من الألعاب التراثية القديمة، وشائعة في بغداد والكثير من المدن الأخرى، وتتكون من شخص واحد الذي يسمى أحياناً القرداتي وقرد، يقوم هذا الشخص باللعب مع القرد وفي نفس الوقت يشاركه القرد بما طلب منه، بعد ان درب القرَّاد قّرده على ذلك مسبقاً. 
مثلا قد يقوم القرد بالرقص أو تحية الناس، وهدف سائس القرد من تلك الملاعبة، هو كسب المال من الناس المتجمهرين للرؤيا والاستمتاع. وتطرقت لهذه اللعبة عدد من كتب التاريخ والتراث، فمثلاً أستشهد بها إبراهيم الموصلي وهو من كبار المغنين في العصر العباسي، عندما خطأه زلزل، وكان زلزل هذا حسن الضرب على العود أيام المهدي والهادي والرشيد، ومن آثاره العمرانية بركة زلزل أنشأها في بغداد ووقفها على المسلمين. فيقول إبراهيم الموصلي عن زلزل: فإن زلزلاً يكايدني مُكايدة القُصاص والقَرَّادين. وكذلك أفرد لهذه اللعبة المسلية بديع الزمان الهمذاني إحدى مقاماته أسماها المقامة القردية، أعطى لنا من خلالها صورة واضحة عن تلك اللعبة وتأثيرها على الناس بدليل المزدحمين حول القّراد وهو يلاعب قِرده.

## لغة واصطلاحاً
قَرَّاد: صيغة مبالغة من قرِد.
القَرَّاد: هو سائس القرود واللاعب بها.
القِرْد: جمع: أقراد، وقُرود، وقِرَدة.
والقِرْد، هو نوع من الحيوانات الثديية ذوات الأربع، مولع بالتقليد، واقرب حيوان شبهاً بالإنسان.

## اللعبة
والقَرَّاد كما أسلفنا، لُعبة من ألعاب التنزه والتسلية القديمة التي كانت شائعة في مدينة بغداد، حيث يقوم القّراد أو القرداتي وهو سائس القرد، مصطحباً قِرده بالوقوف على قارعة الطريق لاستعراض مهاراته الفنية وبطريقة إيحائية وإيمائية، وذلك باعطاء بعض الإشارات والحركات ليترجمها القرد بالرقص والقفز وتحريك يديه وغيرها من الألعاب الأخرى. وان القراد يجب ان تكون له الخبرة الكافية بتلك الحركات الإيمائية لترقيص قرده المُدَرَب مسبقاً على ما ينبغي عليه القيام به، استجابة لتلكم الإشارات الصادرة منه، فيقوم بإداء تلك الألعاب البهلوانية، كالقفز والرقص ونحوه، التي تشد الناس المتفرجين إلى المتعة والضحك والتسلية، وقد أشرنا ان من تناول هذه اللعبة باسهاب وتفصيل، واجاد بنقل صورة المشهد الينا بصياغة لطيفة بسيطة هو الهمداني مؤلف كتاب المقامات في القرن الرابع الهجري، من خلال إحدى مقاماته التي لم تخلو من الطرافة والتشويق، والتي عرفت باسم المقامة القردية.
ويبدوا انه كان من الشائع ترقيص القرود على قارعة الطرق القريبة من الأسواق في المدن، من قبل القَرَّادين لجمع المال وكسبه من الناس المتواجدين، كما انها كانت مشوقة ومسلية من خلال كثرة الحشود المجتمعة حولها.